# جاده رویال یورک
جاده رویال یورک (انگلیسی: Royal York Road) یک جاده شریانی شمال به جنوب در تورنتو، انتاریو، کانادا است.
جاده از جنوب در نزدیکی خط ساحلی دریاچه انتاریو، درست در جنوب بلوار لیک شور شروع می‌شود. سپس از طریق محله‌های میمیکو، کوئینزوی، سانیلیه، کینگزوی و هامبر ولی ویلیج حرکت می‌کند. همچنین به عنوان مرز دو محله در شمال خیابان اگلینتون ریچ ویو و هامبر هایتس عمل می‌کند. جاده از سه نهر می‌گذرد. نهر میمیکو، و دو شاخه از رود هامبر (انتاریو); «هامبر کریک» و «سیلور کریک».